# Opel Corsa A
Opel Corsa A var en mellem september 1982 og marts 1993 af Opel bygget minibil i Corsa-serien.

## Modelhistorie
Corsa var den første minibil fra Opel og blev introduceret i efteråret 1982. Denne første model blev senere benævnt Corsa A og blev bygget på General Motors' fabrik i spanske Zaragoza.
Corsa A var Opels første model i minibilsklassen og kom relativt sent, efter at Ford Fiesta var kommet på markedet allerede i midten af 1976 og Volkswagen Polo i foråret 1975. Corsa fortsatte omstillingen af Opels modelprogram fra bag- til forhjulstræk, som blev påbegyndt i sommeren 1979 med Kadett D, der som den første kompakte Opel var forhjulstrukket. Diverse dele fra Kadett D blev genbrugt i Corsa.
I Tyskland kunne Corsa fra marts 1983 fås som todørs sedan (frem til april 1985 kaldet TR) og som tredørs hatchback (CC) som 1,0S med 45 hk, 1,2S med 55 hk og 1,3S med 70 hk. 1,0-liters OHV-motoren var i sin grundkonstruktion identisk med 1,0-litersmotoren fra den i midten af 1962 introducerede Kadett A.
Fra april 1985 kunne begge karrosserivarianter også leveres med fire hhv. fem døre. Udstyrsvarianterne fik nye betegnelser, hvorved den hidtil navnløse basismodel kom til at hedde LS, Corsa Luxus blev til Corsa GL og Corsa Berlina til Corsa GLS. Corsa SR blev kun lidt ændret, og hed nu Corsa GT men fandtes fortsat kun med tre døre. Betegnelsen TR for sedanmodellerne bortfaldt, og de hidtidige kunststofsidelister blev udskiftet med PVC-lister fra Kadett E.
I september 1985 tilkom en 1,3i OHC-motor med 60 hk og reguleret katalysator. På sedanmodellen forsvandt samtidig den grå foliestribe på bagagerumsklappen.
Fra marts 1986 kunne der også leveres en 1,3N OHC-motor med 60 hk samt en 1,2N OHV-motor med 45 hk. Motorprogrammet omfattede dermed seks forskellige valgmuligheder.
- Opel Corsa TR todørs "Standard" (1982–1985)
- Opel Corsa TR todørs "Luxus" (1982–1985)
- Opel Corsa femdørs "LS" (1985–1987)
- Opel Corsa firedørs "LS" (1985–1987)

### Facelifts
Ved det første facelift i august 1987 til modelåret 1988 blev kølergrillen modificeret. Sedan- og hatchbackmodellerne havde fra dette tidspunkt den samme kølergrill, mens GT og senere GSi havde en anderledes kølergrill. På hatchbackmodellernes bagklap blev der monteret en gribeliste med trykknaplås, hvilket gjorde det muligt at åbne bagklappen uden nøgle hvis den ikke var aflåst. Sedanmodellerne beholdt derimod den hidtidige lås uden gribeliste og fik en sort, riflet kunststofblænde mellem baglygterne. De hidtil grå udvendige kunststofdele blev blågrå, mens kabinen fik nye instrumenter.
Corsa LS blev afløst af Corsa Swing, mens en ny Corsa GL med mere udstyr afløste Corsa GLS. Senere tilkom en simpelt udstyret indstigningsversion, Corsa City, som kun fandtes som tredørs.
Nyt i Corsa-serien var dieselmotorer fra Isuzu på 1,5 liter med 50 hk (type 4EC1), og senere som turbodiesel (type T4EC1) med 67 hk.
I maj 1988 kom den sportslige Corsa GSi med 1,6-litersmotor ("Irmscher-Corsa", på grund af motorstyringen fra Irmscher Automobilbau GmbH & Co. KG) som tredørs hatchback. I den første tid havde motoren L3-Jetronic indsprøjtningssystem (type E16SE med 101 hk), og fra 1989 Motronic M1.5 (type C16SEI med 98 hk og reguleret katalysator). I nogle lande (f.eks. Schweiz) fandtes motoren også med 72 hk (type C16NZ).
I 1989 blev 1,3-litersmotorerne boret op til 1,4 liter.
- Opel Corsa tredørs "Swing" (1987–1990)
- Bagfra
- Opel Corsa GSi (1988–1990)

Ved det andet facelift i september 1990 til modelåret 1991 blev kølergrillen modificeret igen ligesom forlygter og blinklys, kofangere, sidelister og forskærmene i området omkring sideblinklysene. De nye kofangere lignede dem på den året efter introducerede Astra. Logoet blev flyttet fra kølergrillen til motorhjelmen, og kabinen fik et helt nyt instrumentbræt med et andet design. Desuden blev udstyret betydeligt mere omfattende. Sedanmodellen fandtes nu kun med fire døre.
Ny var Corsa Joy med rødt, gult, turkis eller blåt indtræk og detaljer i kabinen.
Den vigtigste tekniske nyhed var 1,2i OHC-motoren med 45 hk og reguleret katalysator. Senere kom der en Eco-version med en meget højt udvekslet femtrinsgearkasse og rullemodstandsoptimerede dæk.
Corsa GSi fik i første omgang 98 hk-versionen af 1,6-litersmotoren. I maj 1992 blev Motronic ligesom på C14SE afløst af Multec M-indsprøjtning og motoren (type C16SE) ydede igen 101 hk.
- Opel Corsa tredørs "Eco" (1990–1993)
- Bagfra

I marts 1993 blev Corsa A afløst af Corsa B.

## Tuning
Corsa A er blevet til et elsket tuningsobjekt. Dermed blev modellen af firmaer såsom Irmscher Automobilbau og Lexmaul solgt som cabriolet eller roadster og af Michallak som baghjulstrukket cabriolet.
I dag er det muligt at finde diverse effektstærke, ombyggede udgaver af Corsa A. F.eks. er motoren C20LET (2,0 liter 16V turbo) blevet monteret i Corsa A-karrosseriet og i nogle tilfælde tunet til over 300 hk. Der findes sågar en tuningvariant med to C20LET-motorer, hvis effekt ligger på ca. 800 hk.

## Sikkerhed
Det svenske forsikringsselskab Folksam vurderer flere forskellige bilmodeller ud fra oplysninger fra virkelige ulykker, hvorved risikoen for død eller invaliditet i tilfælde af en ulykke måles. I rapporterne Hur säker är bilen? er/var Corsa i årgangene 1983 til 1992 klassificeret som følger:
- 1999: Mindst 20% dårligere end middelbilen[2]
- 2001: Mindst 20% dårligere end middelbilen[3]
- 2003: Mindst 15% dårligere end middelbilen[4]
- 2005: Mindst 15% dårligere end middelbilen[5]
- 2007: Dårligere end middelbilen[6]
- 2009: Dårligere end middelbilen[7]
- 2011: Dårligere end middelbilen[8]
- 2013: Mindst 40% dårligere end middelbilen[9]
- 2015: Mindst 40% dårligere end middelbilen[10]

## Motorer
| Model         | Slagvolume cm³ | Max. effekt kW (hk) | Motorkode          | Årgange          | Bemærkninger                                               |
| ------------- | -------------- | ------------------- | ------------------ | ---------------- | ---------------------------------------------------------- |
| Benzinmotorer |                |                     |                    |                  |                                                            |
| 1.0 S         | 993            | 33 (45)             | 10S (LP5)          | 9/1982 − 3/1993  | OHV, karburator                                            |
| 1.2 N         | 1196           | 33 (45)             | 12NC / E12GV (LY4) | 4/1985 − 3/1993  | OHV, karburator                                            |
| 1.2 i         | 1196           | 33 (45)             | C12NZ (L71)        | 9/1990 − 3/1993  | OHC, indsprøjtning, katalysator                            |
| 1.2 N         | 1196           | 38 (52)             | 12NV (L84)         | 2/1990 − 3/1993  | OHC, karburator                                            |
| 1.2 S         | 1196           | 40 (55)             | (S)12ST (L84)      | 9/1982 − 1/1990  | OHC, karburator                                            |
| 1.3 N         | 1297           | 44 (60)             | 13NB (LY1)         | 3/1986 − 8/1989  | OHC, karburator                                            |
| 1.3 i         | 1297           | 44 (60)             | C13N (L72)         | 9/1985 − 8/1989  | OHC, indsprøjtning, katalysator                            |
| 1.3 S         | 1297           | 51 (70)             | 13SB (LX9)         | 9/1982 − 7/1990  | OHC, karburator                                            |
| 1.4 i         | 1389           | 44 (60)             | C14NZ (2H6)        | 9/1989 − 3/1993  | OHC, indsprøjtning, katalysator                            |
| 1.4 S         | 1389           | 53 (72)             | 14NV (L89)         | 9/1989 − 3/1993  | OHC, karburator                                            |
| 1.4 i         | 1389           | 60 (82)             | C14SE (L48)        | 9/1989 − 3/1993  | OHC, indsprøjtning, katalysator                            |
| 1.6 i         | 1598           | 53 (72)             | C16NZ (L73)        | 3/1988 − 7/1991  | OHC, indsprøjtning, katalysator Kun for visse eksportlande |
| 1.6 GSi       | 1598           | 72 (98)             | C16SEI             | 10/1989 − 4/1992 | OHC, indsprøjtning, katalysator                            |
| 1.6 GSi       | 1598           | 74 (101)            | E16SE (L55)        | 3/1988 − 4/1992  | OHC, indsprøjtning                                         |
| 1.6 GSi       | 1598           | 74 (101)            | C16SE (L55)        | 5/1992 − 3/1993  | OHC, indsprøjtning, katalysator                            |
| Dieselmotorer |                |                     |                    |                  |                                                            |
| 1.5 D         | 1488           | 37 (50)             | 15D / 4EC1 (LW1)   | 9/1987 − 3/1993  | OHC, hvirvelkammer                                         |
| 1.5 TD        | 1488           | 49 (67)             | 15TD / T4EC1 (LM0) | 10/1987 − 3/1993 | OHC, hvirvelkammer, ladetryk 0,68 bar                      |